# Liste der Fahnenträger der guamischen Mannschaften bei Olympischen Spielen
Die Liste der Fahnenträger der guamnischen Mannschaften bei Olympischen Spielen listet chronologisch alle Fahnenträger guamnischer Mannschaften bei den Eröffnungsfeiern Olympischer Spiele auf.

## Liste der Fahnenträger
| Mannschaft             | Veranstaltung | Fahnenträger (EF)    | Fahnenträger (AF)   |
| ---------------------- | ------------- | -------------------- | ------------------- |
| 1988 in Calgary        | Winterspiele  | Judd Bankert         |                     |
| 1988 in Seoul          | Sommerspiele  | Ricardo Blas senior  |                     |
| 1992 in Barcelona      | Sommerspiele  | Frank Flores         |                     |
| 1996 in Atlanta        | Sommerspiele  | Patrick Sagisi       |                     |
| 2000 in Sydney         | Sommerspiele  | Melissa Lynn Fejeran |                     |
| 2004 in Athen          | Sommerspiele  | Jeffrey Cobb         | Sloan Siegrist      |
| 2008 in Peking         | Sommerspiele  | Ricardo Blas junior  | Maria Dunn          |
| 2012 in London         | Sommerspiele  | Maria Dunn           | Ricardo Blas junior |
| 2016 in Rio de Janeiro | Sommerspiele  | Benjamin Schulte     | Benjamin Schulte    |
| 2020 in Tokio          | Sommerspiele  | Regine Tugade        | Rckaela Aquino      |
| 2020 in Tokio          | Sommerspiele  | Joshter Andrew       | Rckaela Aquino      |
| 2024 in Paris          | Sommerspiele  | Rckaela Aquino       | Mia Aquino          |
| 2024 in Paris          | Sommerspiele  | Joseph Green         | Mia Aquino          |

Anmerkung: (EF) = Eröffnungsfeier, (AF) = Abschlussfeier

## Statistik
| Rang    | Sportart       | EF | AF | ∑  |
| ------- | -------------- | -- | -- | -- |
| 1       | Ringen         | 3  | 3  | 6  |
| 2       | Judo           | 3  | 1  | 4  |
| 2       | Schwimmen      | 3  | 1  | 4  |
| 4       | Leichtathletik | 2  | 1  | 3  |
| 5       | Gewichtheben   | 1  | 0  | 1  |
| Gesamt: | Gesamt:        | 12 | 6  | 18 |

| Rang    | Sportart | EF | AF | ∑ |
| ------- | -------- | -- | -- | - |
| 1       | Biathlon | 1  | 0  | 1 |
| Gesamt: | Gesamt:  | 1  | 0  | 1 |

| Rang    | Sportart       | EF | AF | ∑  |
| ------- | -------------- | -- | -- | -- |
| 1       | Ringen         | 3  | 3  | 6  |
| 2       | Judo           | 3  | 1  | 4  |
| 2       | Schwimmen      | 3  | 1  | 4  |
| 4       | Leichtathletik | 2  | 1  | 3  |
| 5       | Biathlon       | 1  | 0  | 1  |
| 5       | Gewichtheben   | 1  | 0  | 1  |
| Gesamt: | Gesamt:        | 13 | 6  | 19 |